# Franz Ludwig Mittler
Franz Ludwig Mittler (* 1819; † 1891) war ein deutscher Jurist und Minister im Kurfürstentum Hessen.

## Leben
Mittler studierte Rechtswissenschaft und trat anschließend in die kurhessische Verwaltung ein. Er arbeitete ab 1858 als Vortragender Rat im kurhessischen Innenministerium. 1865 war er kurze Zeit Vorstand des Innenministeriums und führte nach der preußischen Annexion 1866 die Geschäfte bis Oktober des Jahres fort.
Mittler betätigte sich außerdem als Volksliedsammler. Seine 1855 erstmals erschienene Ausgabe umfasst nahezu 1.000 Seiten.

## Schriften
- Deutsche Volkslieder, Elwert, Marburg/Leipzig 1855, digitale Ausgabe.
  - 2. Auflage, Völcker, Frankfurt am Main 1865.
- Briefe von Boie, Herder, Höpfner, Glein, J. G. Jacobi und anderen aus den Jahren 1769–1775. In: Weimarisches Jahrbuch 3 (1855), S. 1–79.